# Trophée Thayer Tutt
Le Trophée Thayer Tutt était une compétition internationale de hockey sur glace regroupant les nations non qualifiées pour les Jeux olympiques.
Le trophée rend hommage à William Thayer Tutt, président de la Fédération internationale de hockey sur glace de 1966 à 1969.

## Palmarès
| Année | Or                 | Argent             | Bronze      | Site                   |
| ----- | ------------------ | ------------------ | ----------- | ---------------------- |
| 1980  | Suisse             | Allemagne de l'Est | Yougoslavie | Ljubljana, Yougoslavie |
| 1984  | Allemagne de l'Est | Suisse             | Roumanie    | Grenoble, France       |
| 1988  | Italie             | Japon              | Pays-Bas    | Eindhoven, Pays-Bas    |